# Vida Vida
Vida Vida é o décimo álbum de estúdio gravado pelo grupo carioca Roupa Nova em 1994. Obteve grande êxito principalmente com as canções "A Viagem", que foi tema de uma novela homônima, e "Os Corações não São Iguais".

## Faixas
| N.º            | Título                       | Compositor(es)                    | Voz                 | Duração |  |
| 1.             | "A Viagem"                   | Cleberson Horsth, Aldir Blanc     | Serginho            | 3:29    |  |
| 2.             | "Coração Aberto"             | Reinaldo Arias, Carlos Colla      | Serginho e Paulinho | 3:56    |  |
| 3.             | "Luz da Manhã"               | Michael Sullivan, Paulo Massadas  | Paulinho            | 4:04    |  |
| 4.             | "A Nossa Canção"             | Ricardo Feghali, Nando            | Serginho            | 4:03    |  |
| 5.             | "Mais uma Chance"            | Ricardo Feghali, Nando            | Nando               | 3:07    |  |
| 6.             | "Para ser Verão"             | Cleberson Horsth, Ronaldo Bastos  | Serginho            | 4:12    |  |
| 7.             | "Mary Help"                  | Kiko, Paulinho                    | Paulinho            | 3:49    |  |
| 8.             | "Os Corações Não São Iguais" | Augusto César, Paulo Sérgio Valle | Paulinho            | 4:19    |  |
| 9.             | "Louca Paixão"               | Augusto César, Paulo Sérgio Valle | Serginho            | 4:31    |  |
| 10.            | "Últimas Palavras de Amor"   | Ricardo Feghali, Nando            | Paulinho            | 4:39    |  |
| 11.            | "Raio de Sol"                | Michael Sullivan, Paulo Massadas  | Paulinho            | 4:36    |  |
| 12.            | "Alguém no meu Lugar"        | Serginho, Nando                   | Paulinho            | 4:31    |  |
| 13.            | "Os Embalos de Todo Dia"     | Ricardo Feghali, Kiko             | Paulinho            | 3:56    |  |
| Duração total: | Duração total:               | Duração total:                    | Duração total:      | 53:14   |  |

### Certificação
| País   | Certificador | Certificação | Vendas   |
| ------ | ------------ | ------------ | -------- |
| Brasil | ABPD         | Ouro         | 100.000+ |

## Em novelas
A faixa "A Viagem" foi em 1994 tema de abertura de uma novela de mesmo nome.